# Greatest Hits (album des Who)
Pour les articles homonymes, voir Greatest Hits.
Albums de The Who
The 1st Singles Box
(2004)
Greatest Hits est une compilation du groupe de hard rock britannique The Who sortie en décembre 2009. La compilation fut rééditée sous le nom Greatest Hits & More plusieurs semaines après sa sortie originale. Cette réédition contient un second disque composé de chansons live venant toutes de la compilation Greatest Hits Live.

## Liste des chansons

### Disque 1
1. I Can't Explain - 2:07
2. My Generation - 3:19
3. The Kids Are Alright - 3:07
4. Substitute - 3:48
5. Happy Jack - 2:12
6. Pictures of Lily - 2:44
7. I Can See for Miles - 4:08
8. Magic Bus - 3:18
9. Pinball Wizard - 3:04
10. Behind Blue Eyes - 3:43
11. Baba O'Riley - 5:03
12. Won't Get Fooled Again - 8:35
13. Love, Reign o'er Me - 5:55
14. Squeeze Box - 2:44
15. Who Are You - 3:29
16. You Better You Bet - 5:40
17. Eminence Front - 5:43
18. Real Good Lookin' Boy - 5:44
19. It's Not Enough - 4:05

### Disque 2 (réédition seulement)
1. I Can't Explain (live at San Francisco Civic Auditorium 1971) - 2:33
2. Substitute (live at San Francisco Civic Auditorium 1971) - 2:10
3. Happy Jack (live at City Hall Hull 1970) - 2:12
4. I'm a Boy (live at City Hall Hull 1970) - 2:43
5. Behind Blue Eyes (live at San Francisco Civic Auditorium 1971) - 3:40
6. Pinball Wizard (live in Swansea 1976) - 2:49
7. I'm Free (live in Swansea 1976) - 1:44
8. Squeeze Box (live in Swansea 1976) - 2:51
9. Medley Naked Eye / Let's See Action / My Generation (live at Charlton Athletic FC 1974) - 14:20
10. 5:15 (live at Capital Centre Largo 1973) - 5:53
11. Won't Get Fooled Again (live at Capital Centre Largo 1973) - 8:39
12. Magic Bus (live at Leeds University 1970) - 7:34
13. My Generation (live at BBC 1965) - 3:25
14. I Can See For Miles (live at Universal Amphitheatre 1989) - 3:41
15. Who Are You ? (live at Universal Amphitheatre 1989) - 6:21
16. A Man In A Purple Dress (live at Nassau Coliseum, Uniondale, 2007) - 4:31

## Composition du groupe
- Roger Daltrey : chants
- Pete Townshend : guitare et chœurs
- John Entwistle : basse et chœurs
- Keith Moon : batterie

### Musiciens invités
- Simon Townshend : guitare et claviers
- Joylon Dixon : guitare acoustique
- Stuart Ross : basse
- Greg Lake : basse
- Rachel Fuller : claviers
- John Bundrick : piano
- Kenney Jones : batterie
- Peter Huntington : batterie